# Чорнокнижний Максим Петрович
Макси́м Петро́вич Чорнокни́жний — солдат Збройних сил України, учасник російсько-української війни.

## Короткий життєпис
Закінчив коледж у Вінниці, служив в прикордонних військах. Після повернення працював, у березні 2015 року його призвали за мобілізацією, сапер, 28-а окрема механізована бригада.
8 червня 2015-го загинув поблизу міста Красногорівка — військовий автомобіль наїхав на протитанкову міну та вибухнув — ГАЗ-53 перевозив набої на позиції українських військ. Тоді ж загинули сержант Олексій Герега, старший солдат Сергій Бедрій, солдати Олексій Бобкін, Олег Дорошенко, Сергій Керницький, Олександр Мостіпан.
Похований у Карпівці. Без Макисма лишилися батьки, молодша сестра.

## Нагороди
За особисту мужність і героїзм, виявлені у захисті державного суверенітету та територіальної цілісності України, вірність військовій присязі під час російсько-української війни, відзначений — нагороджений
- 27 червня 2015 року — орденом «За мужність» III ступеня.